# Svetlana Radzivil
Svetlana Radzivil (née le 17 janvier 1987 à Tachkent) est une sauteuse en hauteur ouzbèke, championne du monde junior en 2006.

## Biographie
Svetlana Radzivil détient par ailleurs tous les records d'Ouzbékistan, de cadets à séniors (plein air ou salle), à l'exception du record sénior en plein air car sa performance n'est pas reconnue comme telle.
Championne d'Asie junior en 2004 et championne du monde junior 2006, sa meilleure performance est de 1,98 m, le 22 mai 2008 ancien record d'Asie co-détenu avec ses compatriotes Lyudmila Butuzova et Nadiya Dusanova et également avec la kazakhe Yekaterina Yevseyeva, avant qu'il ne soit battu en 2009 par la kazakhe Marina Aitova (1,99 m).
Elle remporte le bronze et l'argent aux Championnats d'Asie en 2009 et 2011 puis termine 8e des Championnats du monde de 2011 avec 1,93 m.
En 2012, elle franchit 1,92 m à Kanchanaburi ce qui la qualifie pour les Jeux olympiques de Londres, où elle est en tête des qualifications, avec 1,96 m, le 8 août 2012. Elle termine deux jours plus tard 7e de la finale olympique avec 1,97 m, échouant ensuite par trois fois à 2,00 m.
En 2014, elle remporte les Championnats d'Asie en salle en franchissant 1,96 m au second essai, record personnel et record national égalé (Nadiya Dusanova l'avait déjà franchit en 2009),. Début septembre, Radzivil se classe 4e de la Coupe continentale de Marrakech avec 1,93 m avant de remporter son second titre consécutif lors des Jeux asiatiques d'Incheon avec 1,94 m.
Le 3 juin 2015, elle remporte à Wuhan les Championnats d'Asie d'athlétisme 2015 en 1,91 m. Le 27 août 2015, elle est repêchée pour la finale lors des Championnats du monde de Pékin avec 1,92 m, qu'elle réussit au dernier essai. Deux jours plus tard, Svetlana Radzivil ne prend que la neuvième place du concours avec 1,88 m, échouant par trois fois à 1,92 m.
Le 21 février 2016, pour sa rentrée hivernale, Radzivil conserve son titre continental en s'imposant aux Championnats d'Asie en salle avec 1,92 m, devant sa compatriote Nadiya Dusanova (1,88 m). Le 14 mai, l'Ouzbek se classe 4e du Shanghai Golden Grand Prix 2016 avec une marque d'1,88 m au premier essai. Quatre jours plus tard, elle égale sa meilleure performance de la saison (1,90 m) lors du World Challenge Beijing, pour terminer 2e du concours derrière la Bulgare Mirela Demireva (1,93 m),. Elle s'impose le 8 juin 2016 au Filothéi Women Gala d'Athènes avec un saut à 1,95 m, 2e meilleure performance mondiale de l'année, avant d'échouer à 1,97 m. Elle devance Nadiya Dusanova (1,93 m). Elle se classe 13e de la finale des Jeux olympiques de Rio avec 1,88 m et se classe ensuite 4e du Meeting de Paris avec 1,93 m, marque qu'elle égale au Mémorial Van Damme le 9 septembre pour terminer 3e.
Elle fait l'impasse sur la saison 2017 pour avoir son premier enfant avec son conjoint. Elle continuera sa carrière jusqu'au Jeux olympiques de 2020, où elle veut remporter le titre olympique.
Elle revient à la compétition le 24 janvier 2018, pour son unique compétition en salle, où elle franchit 1,85 m pour la seconde place de la Coupe Nationale en salle. Le 12 mai, elle réalise sa première compétition en plein air à Tachkent et franchit 1,85 m (2e place), qu'elle améliore à Athènes avec 1,87 m le 13 juin (3e place) puis à Tübingen avec 1,90 m le 16 juin (4e place).
Le 29 août 2018, aux Jeux asiatiques de Jakarta, son premier championnat international depuis sa maternité, Svetlana Radzivil rentre dans l'histoire du sport asiatique en décrochant son troisième titre consécutif, après Guangzhou en 2010 et Incheon en 2014. Dans un duel acharné avec sa compatriote Nadiya Dusanova, l'athlète de 31 ans s'impose avec une barre à 1,96 m, franchie à son 1er essai, et améliore d'un centimètre son propre record des Jeux établit en 2010. Elle échoue ensuite de peu à 1,98 m, son record personnel. Nadiya Dusanova remporte la médaille d'argent avec 1,94 m et Nadezhda Dubovitskaya (Kazakhstan) le bronze avec 1,84 m.
Elle est sélectionnée pour représenter l'équipe d'Asie-Pacifique à la Coupe continentale d'Ostrava. Elle y termine 2e avec 1,95 m derrière Mariya Lasitskene.
Elle termine 12e des championnats du monde 2019 avec 1,89 m. Elle remporte ensuite les championnats nationaux à Tachkent avec 1,96 m, et se qualifie pour les Jeux olympiques de 2020.
Le 25 avril 2021, à Mersin, elle franchit sa meilleure barre depuis 2012 et la seconde meilleure performance de sa carrière avec 1,97 m au second essai. Elle tente par trois fois une barre à 1,99 m, pour égaler le record d'Asie, sans succès.

## Vie privée
Mariée à son conjoint Sergey Biran, le couple devient parent d'un garçon en 2017.

## Palmarès
| Date | Compétition                    | Lieu           | Résultat | Marque |
| ---- | ------------------------------ | -------------- | -------- | ------ |
| 2002 | Championnats d'Asie juniors    | Bangkok        | 4e       | 1,76 m |
| 2003 | Championnats du monde cadets   | Sherbrooke     | 9e       | 1,75 m |
| 2004 | Championnats d'Asie juniors    | Ipoh           | 2e       | 1,80 m |
| 2006 | Championnats d'Asie en salle   | Pattaya        | 2e       | 1,91 m |
| 2006 | Championnats d'Asie juniors    | Macao          | 1re      | 1,90 m |
| 2006 | Championnats du monde juniors  | Pékin          | 1re      | 1,91 m |
| 2006 | Jeux asiatiques                | Doha           | 7e       | 1,84 m |
| 2009 | Jeux asiatiques en salle       | Hanoi          | 4e       | 1,87 m |
| 2009 | Championnats d'Asie            | Canton         | 3e       | 1,87 m |
| 2010 | Jeux asiatiques                | Canton         | 1re      | 1,95 m |
| 2011 | Championnats d'Asie            | Kōbe           | 2e       | 1,92 m |
| 2011 | Championnats du monde          | Daegu          | 7e       | 1,93 m |
| 2012 | Championnats du monde en salle | Istanbul       | 8e       | 1,92 m |
| 2012 | Jeux olympiques                | Londres        | 6e       | 1,97 m |
| 2013 | Championnats d'Asie            | Pune           | 2e       | 1,88 m |
| 2014 | Championnats d'Asie en salle   | Hangzhou       | 1re      | 1,96 m |
| 2014 | Coupe continentale             | Marrakech      | 4e       | 1,93 m |
| 2014 | Jeux asiatiques                | Incheon        | 1re      | 1,94 m |
| 2015 | Championnats d'Asie            | Wuhan          | 1re      | 1,91 m |
| 2015 | Championnats du monde          | Pékin          | 9e       | 1,88 m |
| 2016 | Championnats d'Asie en salle   | Doha           | 1re      | 1,92 m |
| 2016 | Jeux olympiques                | Rio de Janeiro | 13e      | 1,88 m |
| 2018 | Jeux asiatiques                | Jakarta        | 1re      | 1,96 m |
| 2018 | Coupe continentale             | Ostrava        | 2e       | 1,95 m |
| 2019 | Championnats d'Asie            | Doha           | 3e       | 1,88 m |
| 2019 | Championnats du monde          | Doha           | 12e      | 1,89 m |
| 2022 | Championnats du monde en salle | Belgrade       | 10e      | 1,84 m |
| 2023 | Championnats d'Asie            | Bangkok        | 3e       | 1,83 m |
| 2023 | Jeux asiatiques                | Hangzhou       | 2e       | 1,86 m |

## Records
| Épreuve         | Épreuve   | Marque      | Lieu           | Date                       |
| --------------- | --------- | ----------- | -------------- | -------------------------- |
| Saut en hauteur | Plein air | 1,98 m      | Tachkent       | 22 août 2008               |
| Saut en hauteur | Plein air | 1,97 m      | Londres Mersin | 11 août 2012 25 avril 2021 |
| Saut en hauteur | En salle  | 1,96 m (NR) | Hangzhou       | 16 février 2014            |